# Праведная Елисавета

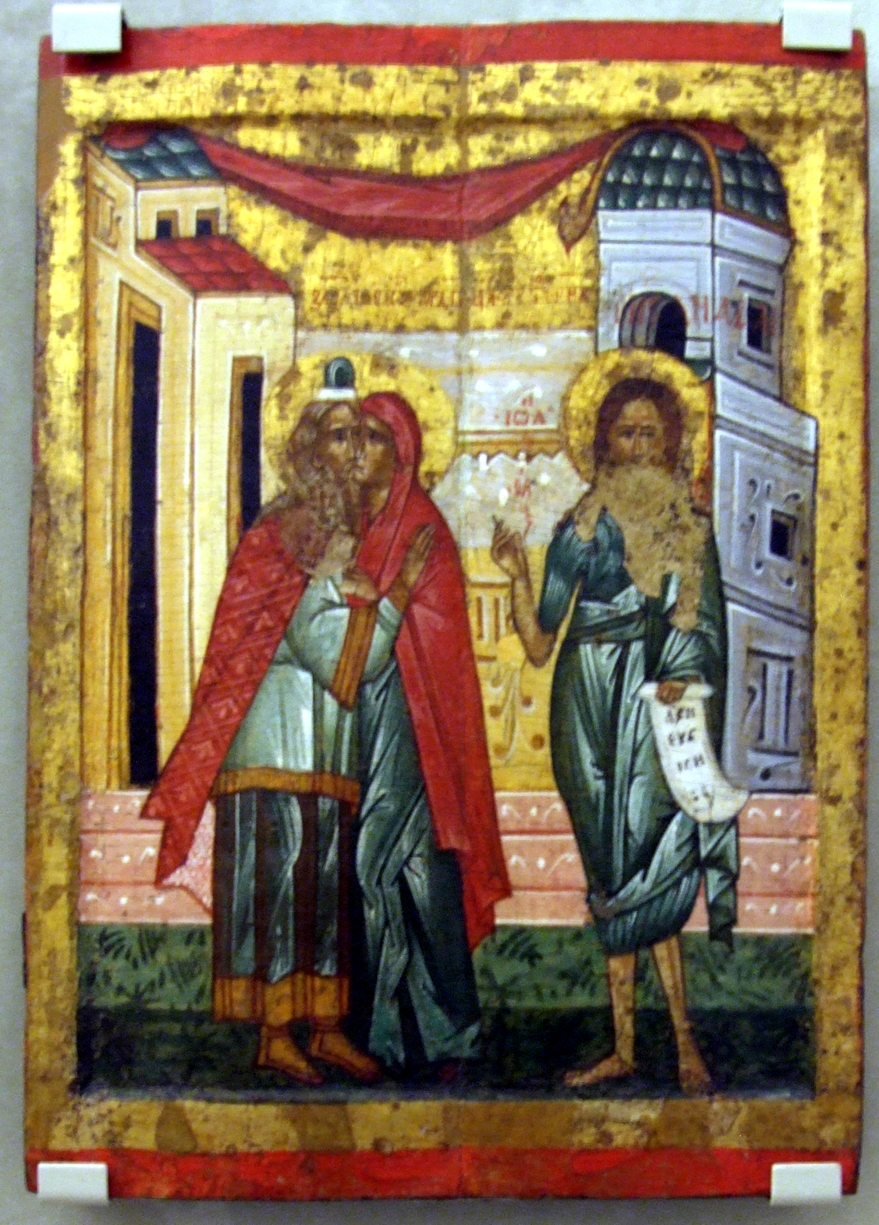
«Зачатие Иоанна Крестителя» (встреча Захарии и Елизаветы; справа изображена фигура их будущего сына). Русская икона. 2-я половина XV века. Центральный музей древнерусской культуры и искусства имени Андрея Рублёва

Пра́ведная Елисаве́та (ивр. אלישבע‎ (Элишева) — «Бог моя клятва», то есть поклявшаяся служить Богу, греч. Ελισάβετ) — мать Иоанна Крестителя, супруга священника Захарии. Происходила из рода Ааронова, была родственницей Богородицы.

## Жизнеописание
Мать Елисаветы называют по-разному: Исмерия, Сови (греч. Σόβη) или Совия. Согласно Епифанию и Димитрию Ростовскому, Сови была второй сестрой праведной Анны, матери Богородицы.
Согласно Евангелию от Луки, Елисавета была супругой священника Захария, и они были праведны. У них не было детей, так как Елисавета была неплодна, и оба были уже в летах преклонных (Лк. 1:5—7). Однако после явления Захарию архангела Гавриила, который возвестил ему о рождении сына, Елисавета зачала (Лк. 1:24). Поэтому традиционно она изображается пожилой женщиной — так как чудесным образом зачала сына в преклонных годах.

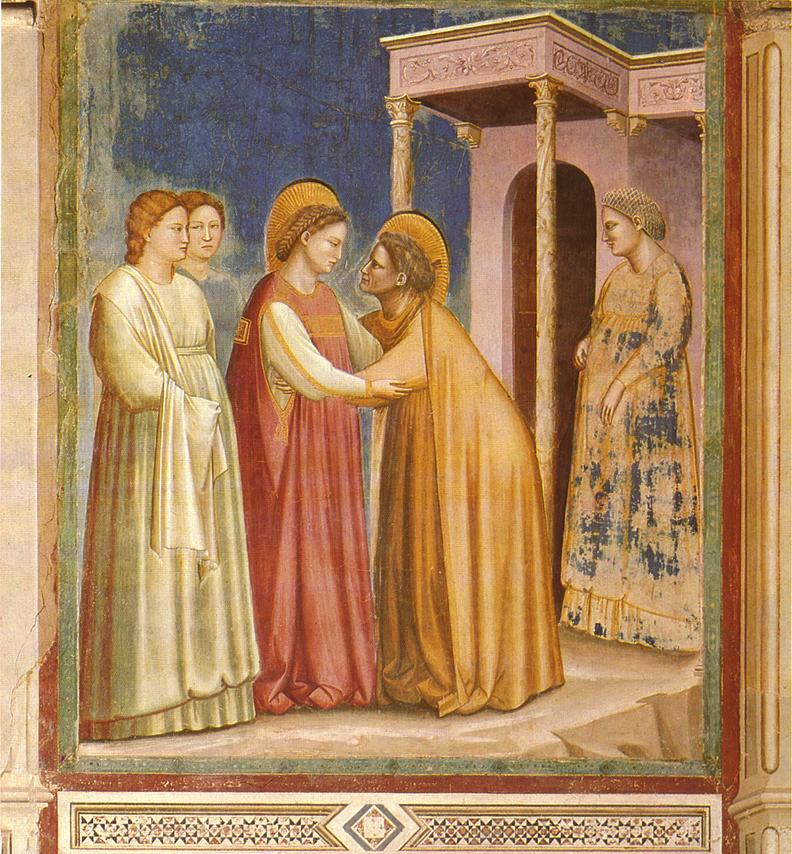
Джотто. «Встреча Марии и Елизаветы». Фреска. Первое десятилетие XIV века. Капелла Скровеньи, Падуя.

После благовещения Деве Марии о рождении у неё Сына Божия, Елисавета приняла Деву Марию в своём доме в городе Иудине. По преданию, этим городом является Эйн-Керем, находящийся в юго-западной части Иерусалима. Когда произошла встреча Марии и Елисаветы, Елисавета исполнилась Святаго Духа и сказала: «благословенна Ты между женами, и благословен плод чрева Твоего!». В ответ Богородица произнесла знаменитый гимн, начинающийся со слов «Величит душа Моя Господа» (Лк. 1:46—55), называемый Магнификат. В некоторых старолатинский версиях Евангелия от Луки IV—VIII веков, а также в цитатах из этого Евангелия, содержащихся в арамейском переводе трактата Иринея Лионского «Против ересей» этот гимн приписывается не Деве Марии, а Елисавете. О этом упоминает и блаженный Иероним Стридонский в переводе гомилий Оригена.
Когда Елисавета родила и настало время давать младенцу имя, его предложили назвать по имени отца — Захарией, но Елисавета отказалась, сказав, чтобы он был наречен Иоанном (Лк. 1:57—66).
Далее о жизни Елисаветы повествуется в апокрифическом «Протоевангелии Иакова». Во время избиения младенцев, устроенному по приказу царя Ирода, она с младенцем Иоанном укрывалась в пустыне, где скала чудесным образом сокрыла их от преследования царских воинов. Её супруг Захария отказался отвечать, где младенец Иоанн, и был убит прямо в Иерусалимском храме. Праведная Елисавета с сыном продолжала жить в пустыне и там умерла. Греческие синаксари сообщают, что Елисавета умерла через 40 дней после бегства в пустыню «за Иордан», а Иоанна питал ангел до времени его выхода на проповедь; в коптских синаксарях сообщается, что Елисавета бежала в Синайскую пустыню и умерла там через 7 лет.
Согласно одной из традиций, место, куда убежала святая Елисавета с младенцем Иоанном, находится в 3 км западнее Эйн-Карема (там ныне находится францисканский монастырь Иоанна Предтечи в Пустыни). На территории монастыря находятся гробница праведной Елисаветы и грот, в котором, по преданию, Елисавета укрыла Иоанна, и жил Иоанн после смерти своей матери.
В католической церкви Посещения в Эйн-Кереме, построенной на месте, где, по преданию, произошла встреча Девы Марии и Елисаветы, в стене её крипты за решеткой находится камень с углублением, найденный при раскопках на этом месте в 30 — 40 годах XX века, который выдаётся за скалу, в которой святая Елисавета спрятала младенца Иоанна.
Память праведной Елисаветы совершается:
- в Православной церкви — 5 (18) сентября;
- в Католической церкви — 5 ноября.